# Ширинбеков, Вагиф Расим оглы
Вагиф Расим оглы Ширинбеков (азерб. Vaqif Rasim oğlu Şirinbəyov; 30 октября 1987, Северодвинск, Архангельская область, РСФСР, СССР) — азербайджанский футболист, вратарь. В настоящее время игрок футбольного клуба «Шуша», а также сборной Азербайджана по пляжному футболу. Выступал также в составе юношеских сборных Азербайджана U-15, U-17 и U-19.

## Биография
Вагиф Ширинбеков родился 30 октября 1987 года в городе Северодвинске, Архангельской области РСФСР. В 1991 году вместе с семьей переехал в Азербайджан.

## Клубная карьера

Вагиф Ширинбеков (№ 12) в составе ФК «Шуша» перед матчем XIV тура чемпионата Азербайджана в Первом Дивизионе с командой «Кяпаз». Баку, 14.12.2013

В футбол начал заниматься в 2003 году, в детском футбольном клубе «Арсенал» Баку. Первыми тренерами были Владислав Гадиров и Эмин Таиров.
В 2003 году был призван в состав юношеской сборной Азербайджана (U-15), которая в течение одного сезона выступала в чемпионате Азербайджана среди клубных команд. Тренером был Ислам Керимов.
В 2004 году перешёл в клуб АММК из Баку, которая в дальнейшем была переименована в «Олимпик».
В 2007 году Вагиф заключает контракт с бакинским «Интером», выступая при этом за «Интер-2», откуда в 2008 году, на правах аренды переходит в клуб «ЦСКА» Баку, где выступал под № 22.

## Пляжный футбол
В 2008 году, в составе любительской команды «Эскорт» выступает в первом чемпионате Азербайджана по пляжному футболу среди клубных команд. Клуб занимает 4 место среди 58 команд, а Вагиф Ширинбеков признается лучшим голкипером чемпионата. Сразу же по окончании турнира бразильский наставник сборной Азербайджана по пляжному футболу — Энрике Густаво Злокковик Сильва призывает Ширинбекова в состав национальной команды.

## Сборная Азербайджана

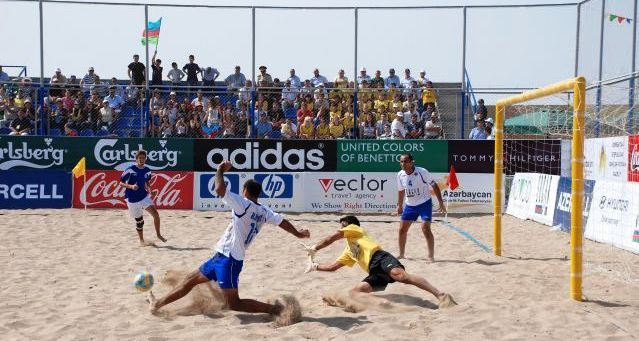
Эпизод из матча сборных Норвегии и Азербайджана. В воротах — Вагиф Ширинбеков

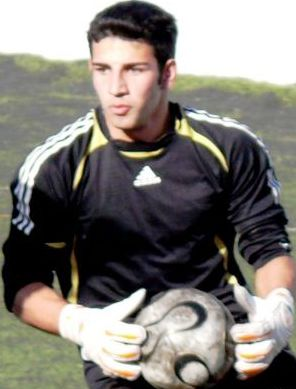
Вагиф Ширинбеков

С 18 по 21 сентября 2008 года в составе сборной Азербайджана по пляжному футболу принимал участие на матчах Кубка Европы, проходивших в Баку.
С 18 по 31 марта 2009 года в составе сборной Азербайджана по пляжному футболу сыграл в серии товарищеских матчей в рамках сборов в Дубае. Сборная разгромила чемпиона ОАЭ, клуб «Фуржан» со счетом 8:1, а в двух последующих играх со сборной ОАЭ сначала уступила со счетом 3:5, а во втором матче взяля реванш со счетом 4:2.
Был призван в состав сборной Азербайджана по пляжному футболу на учебно-тренировочные сборы, которые команда провела с 10 по 17 апреля 2009 года в Баку.
В июне 2009 года в составе сборной принимал участие в европейском отборочном турнире Кубка мира-2009 по пляжному футболу, который проходил в испанском городе Кастельон-де-ла-Плана, где национальная сборная заняла 8 место, дойдя до 1/4 финала, обыграв при этом сборные Португалии и Англии.